# Héctor Iglesias
Héctor Norberto Iglesias, militar argentino que desempeñó el cargo de secretario general de la Presidencia durante el gobierno de facto de Leopoldo Fortunato Galtieri, en el marco de la dictadura autodenominada «Proceso de Reorganización Nacional».

## Participación en la dictadura
Fue designado secretario general por Galtieri a través del Decreto N.º 11 del 22 de diciembre de 1981 (publicado en el Boletín Oficial el 24 del mismo mes y año).
Iglesias cumplió este cargo durante el tránsito de la Guerra de las Malvinas (abril-junio de 1982).
Habiendo renunciado Galtieri, fue cesado en el cargo el 30 de junio de 1982 por el presidente interino de facto Alfredo Saint-Jean (Decreto N.º 1243, publicado el 5 de julio).